# Kúpiansk-Vuzlovi
Kúpiansk-Vuzlovi (en ucraniano: Куп'янськ-Вузловий; en ruso: Купянск-Узловой) es un asentamiento urbano ucraniano perteneciente al óblast de Járkov. Situado en el noreste del país, el asentamiento es parte del raión de Kúpiansk y parte del municipio (hromada) de Kúpiansk.

## Geografía
Kúpiansk-Vuzlovi está situado en la orilla izquierda del río Oskil, inmediatamente al sur de Kúpiansk y a 120 km al noreste de Járkov.

## Historia
El asentamiento se creó en la  para dar servicio a la estación de tren del mismo nombre. 
Kúpiansk-Vuzlovi fue fundado en 1895 después de la puesta en marcha de la línea ferroviaria Balashov-Járkov, dentro de la gobernación de Járkov del Imperio ruso. Su historia está estrechamente relacionada con la historia de Kúpiansk. 
Durante la Segunda Guerra Mundial, Kúpiansk Vuzlovi fue ocupada por las tropas del Eje desde julio de 1942 hasta febrero de 1943.
A principios de la década de 1970, aquí funcionaba una planta de materiales de construcción y empresas de mantenimiento del transporte ferroviario.
Hasta el 18 de julio de 2020, la población fue parte del municipio de Kúpiansk hasta su abolición como parte de la reforma administrativa de Ucrania, que redujo el número de raiones en el óblast de Járkov a siete, por lo que pasaría a formar parte del raión de Kúpiansk.En 2023, Kúpiansk-Vuzlovi perdió el estatus de asentamiento de tipo urbano debido a la eliminación de este estatus administrativo.
Durante la invasión rusa de Ucrania, Kúpiansk-Vuzlovi fue ocupado por tropas rusas en febrero de 2022. El 10 de septiembre, en medio de la contraofensiva ucraniana en el óblast de Járkov, las fuerzas rusas se retiraron de Kúpiansk y el 16 de septiembre, Kúpiansk-Vuzlovi también fue liberada.

## Demografía
La evolución de la población de Kúpiansk-Vuzlovi entre 1989 y 2022 fue la siguiente:
| 13 196                                                        | 9789 | 8989 | 8715 | 8212 |
| (Fuente: Cities & Towns of Ukraine y UKRAINE: Größere Städte) |      |      |      |      |

## Infraestructura

### Transporte
El asentamiento tiene acceso a la autopista H26 que conecta Járkov con Sievierodonetsk, así como por carreteras locales a Borova y luego a Izium. La estación de tren de Kúpiansk-Vuzlovi es un importante nudo ferroviario que tiene conexiones con Járkov, Sviatogirsk, Sievierodonetsk y, a través de Kúpiansk, con Stari Oskol en Rusia.

## Galería

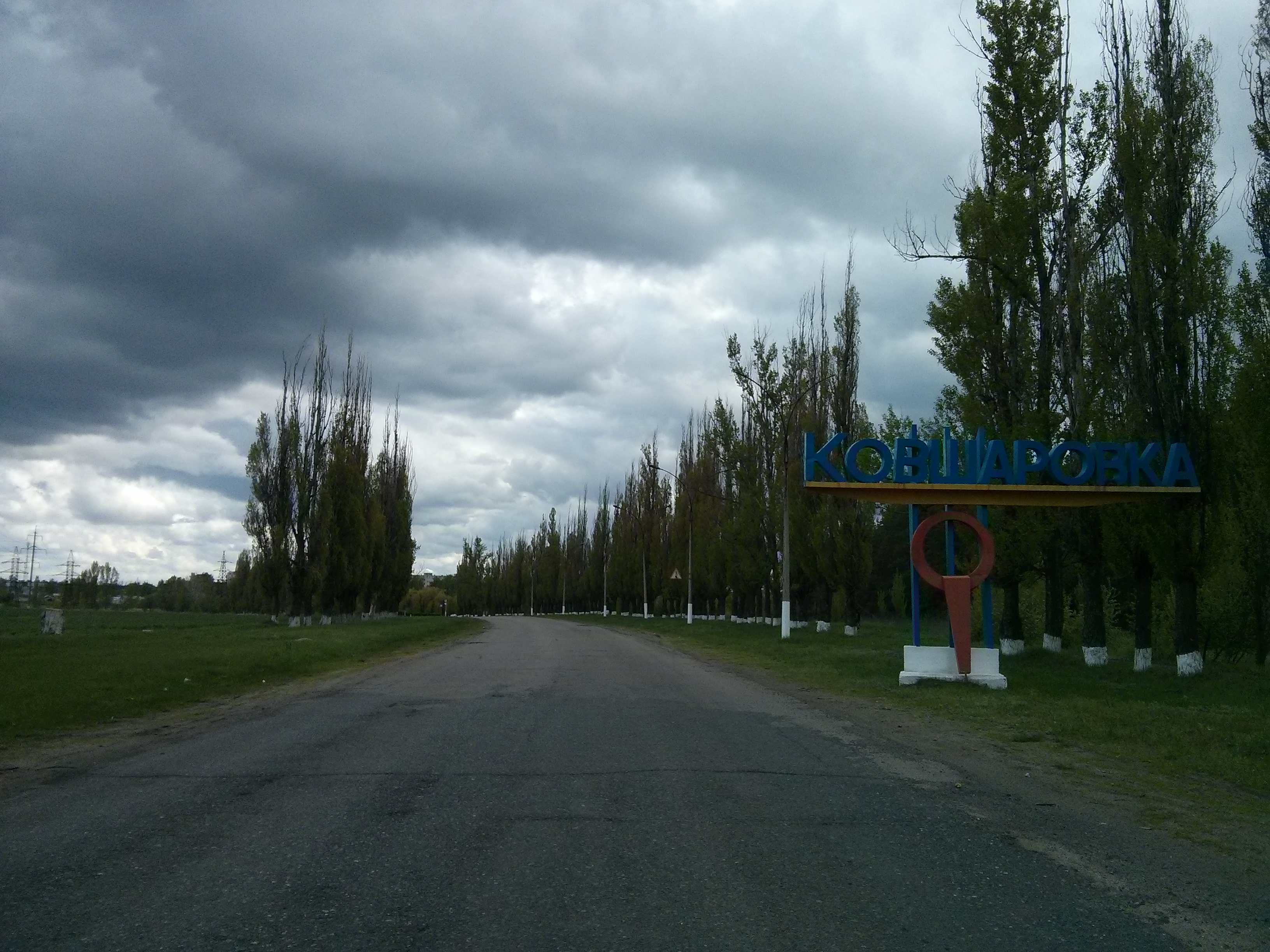
Entrada a Kivsharivka
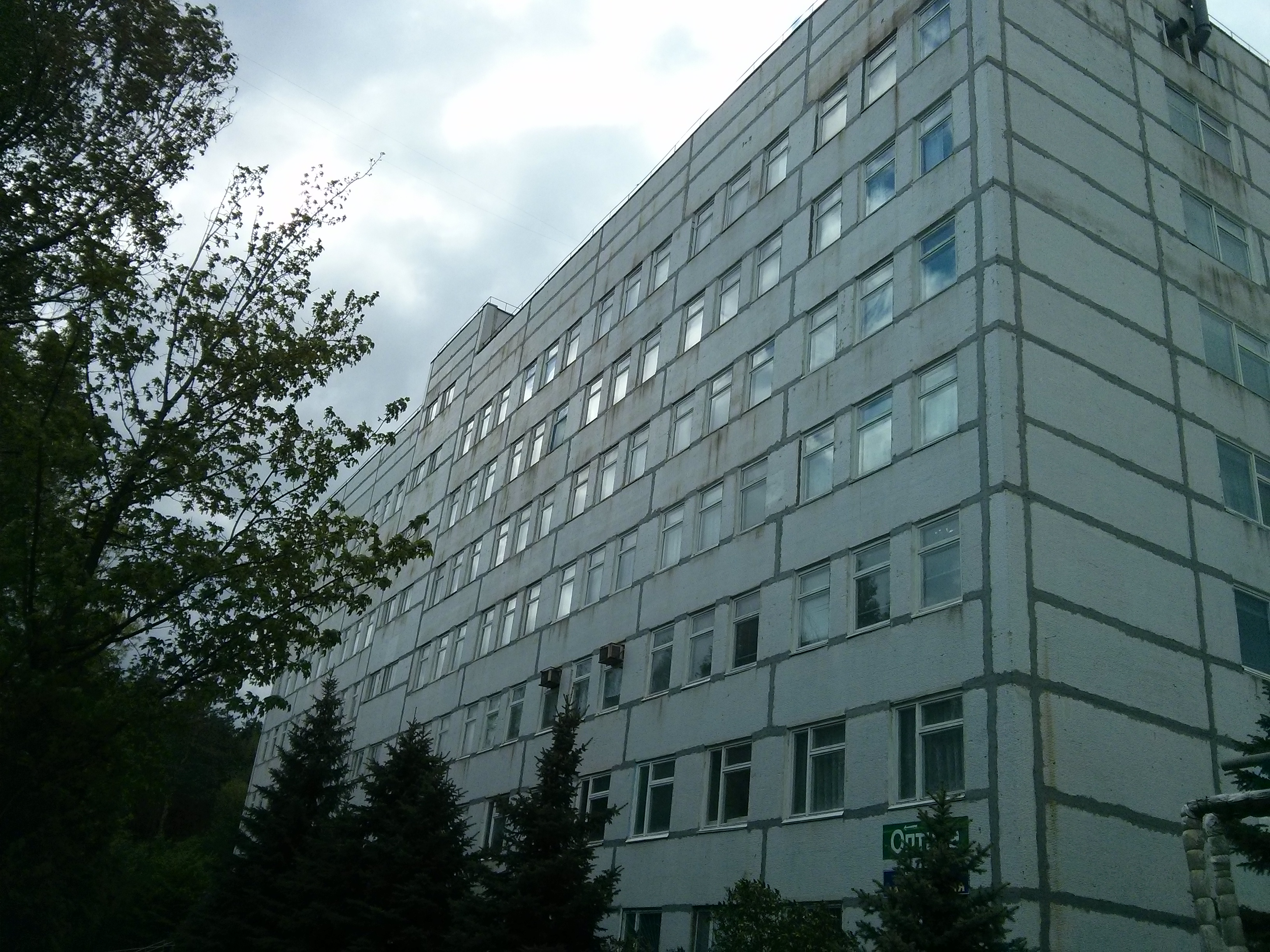
Policlínico de Kúpiansk
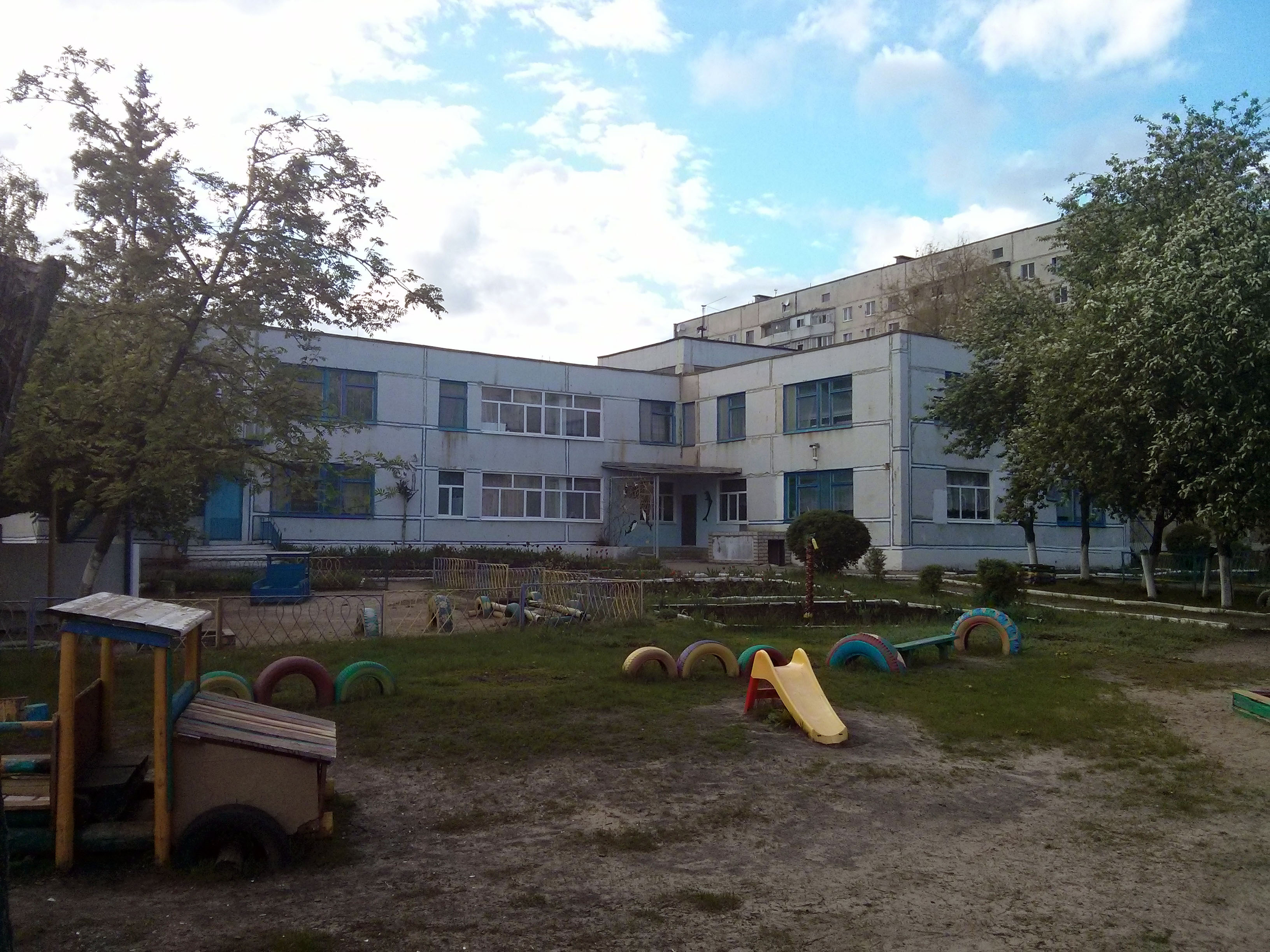
Colegio en Kivsharivka
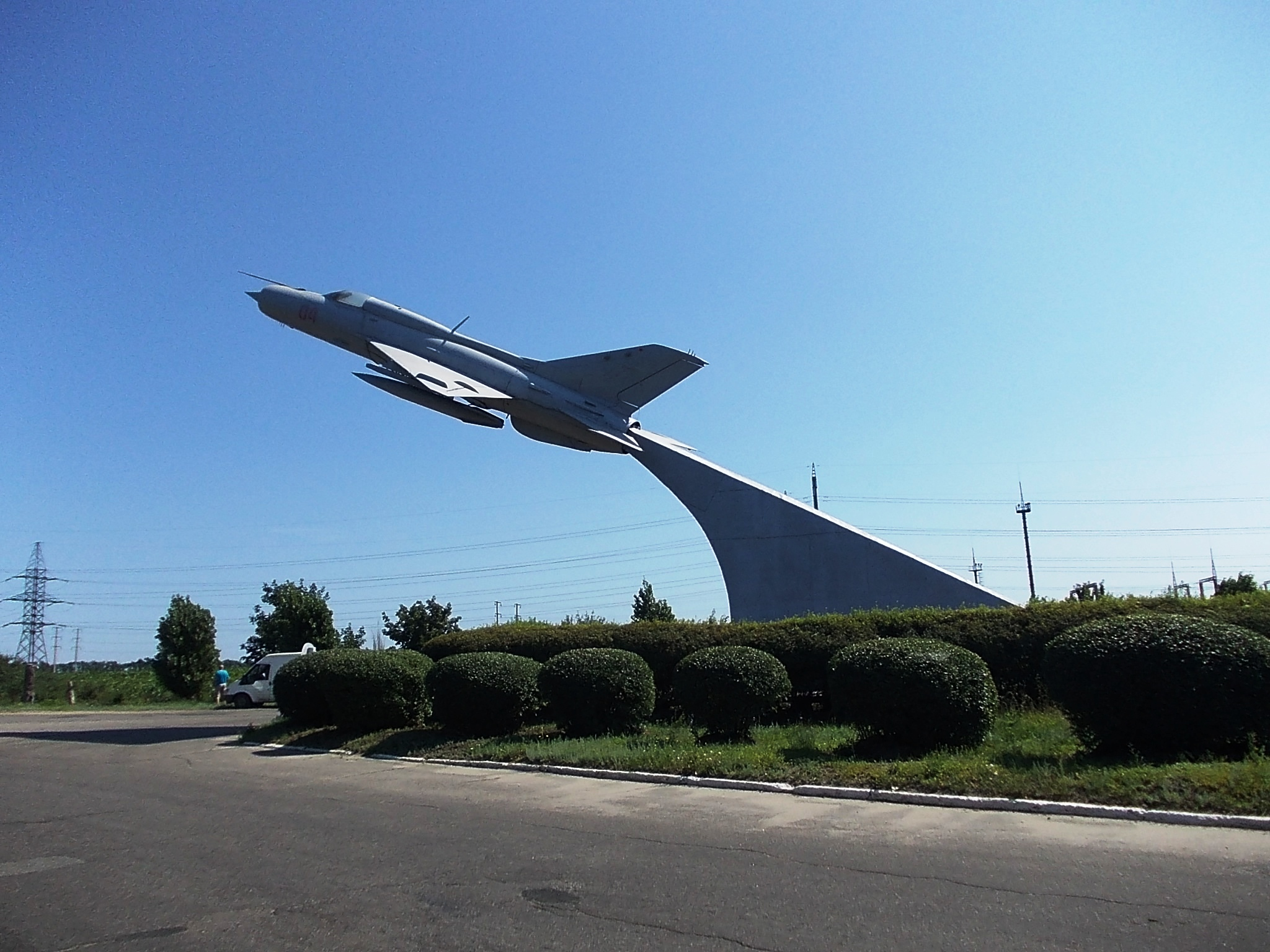
Monumento soviético de un avión